# 下長瀬駅
下長瀬駅（しもながせえき）は、長野県小県郡丸子町（現・上田市長瀬）にあった上田丸子電鉄丸子線の駅（廃駅）である。丸子線の廃線に伴い1969年（昭和44年）4月20日に廃駅となった。
急行運転列車は通過した。

## 歴史
当駅は上田市の旧・小県郡長瀬村域で同村が丸子町に編入された後に開業した唯一の駅である。丸子鉄道時代、長瀬村には開通時に村の中心部に開業された長瀬駅と、1934年（昭和9年）4月に同村の南部、大字上長瀬地区に開業した上長瀬駅の2つの駅があった。しかし、同村の北部、大字下長瀬地区の住民は同鉄道に乗るのに長瀬駅或いは隣村の塩川村にある信濃石井駅まで歩いて行かねばならず長い間不便を強いられたため、同鉄道が上田電鉄と合併して上田丸子電鉄丸子線となって以降（実際は戦後間もない頃以降）、新駅建設の運動を起こし、上田丸子電鉄から数百人もの労働奉仕の義務を地元が負うならばとの条件で許可したことで、1956年（昭和31年）3月12日に上田丸子電鉄と地元の共同で建設された当駅が開業した。丸子線では神川駅と共に請願駅だった。

### 年表
- 1956年（昭和31年）3月12日：上田丸子電鉄信濃石井駅 - 長瀬駅間に新設開業[2][3]。旅客のみ取扱い[4]。
- 時期不詳：無人化[4]。
- 1969年（昭和44年）4月20日：丸子線の廃線に伴い廃止となる[2][3]。

## 駅構造
廃止時点で、単式ホーム1面1線を有する地上駅であった。ホームは線路の西側（丸子町方面に向かって右手側）に存在した。転轍機を持たない棒線駅となっていた。
無人駅となっていた。ホームは片流れ屋根の待合所を有していた。こぢんまりとした駅舎があり、無人化前には常駐する駅員が一人で切符を販売していた。

## 駅周辺
- 国道152号
- 北陸新幹線 - 当駅廃止後の開業。当駅跡附近を通っている[1]。
- 烏帽子岳 - 当駅から望むことが出来た[1]。
- 依田川

## 駅跡
2007年（平成19年）8月時点では、遺構は無くなっていた。
また、1996年（平成8年）時点では、丸子町駅附近から電鉄大屋駅附近までの線路跡は丸子町道（後に上田市道）となっていた。舗装道路となって整備されているため、2007年（平成19年）8月時点では遺構は無かった。2010年（平成22年）10月時点でも道路は健在であった。

## 隣の駅
上田丸子電鉄
丸子線
信濃石井駅 - 下長瀬駅 - 長瀬駅